# Mario Rese
Mario Rese (* 9. Februar 1964 in Berlin; † 5. März 2013) war ein deutscher Ökonom und Hochschulprofessor.

## Leben
Mario Rese studierte erst Betriebswirtschaftslehre und Landwirtschaft in Göttingen, ging dann aber wieder in seine Heimatstadt, um 1993 bei Wulff Plinke an der Freien Universität Berlin zu promovieren. Seine Habilitation erlangte er 1998 an der Humboldt-Universität Berlin. Im darauffolgenden Jahr wurde er Professor für Betriebswirtschaftslehre, insbesondere Marketing, an der Universität Paderborn. Seit 2003 war Rese Inhaber des Lehrstuhls für angewandte Betriebswirtschaftslehre IV, Marketing, an der Ruhr-Universität Bochum und lehrte u. a. Absatz und Produktionsprozesse, Marketingforschung und Markt und Unternehmen. Später übernahm er zusätzlich eine Professur, zunächst von 2001 bis 2007 als Visiting Professor und ab 2010 als Full Professor, an der European School of Management and Technology in Berlin. Nach ihm wurde posthum der Best Teacher Award der ESMT in Mario Rese Best Teacher Award umbenannt.
Er veröffentlichte zahlreiche Konferenz- und Buchbeiträge, darunter das Handbuch Business-to-Business-Marketing des Gabler Verlags.
Laura Marie Edinger-Schons verfasste ihre Dissertation unter seiner Betreuung.
Die Schnittstelle zwischen Ingenieurwissenschaften, wie dem Maschinenbau, und wirtschaftswissenschaftlichen Themen, wie dem Marketing und Kostenrechnung, war zeitlebens ein zentraler Inhalt seiner Forschung. Daher war er auch von 2006 bis zu seinem Tod 2013 am Sonderforschungsbereich Transregio 29 "Engineering hybrider Leistungsbündel", welchen er mit aufgebaut hatte und welcher von der DFG gefördert wurde, beteiligt.  Er war dort u. a. Teilprojektleiter für den Bereich Kundennutzen und Preisbereitschaft. 
Plötzlich und unerwartet verstarb Rese Anfang März 2013.

## Werke (Auswahl)
- Technische Normen und Wettbewerbsstrategie wettbewerbsstrukturelle Implikationen einer Harmonisierung (sicherheits-)technischer Vorschriften, dargestellt am Beispiel der Aufzugsindustrie. Beuth, 1993.
- Anbietergruppen in Märkten eine ökonomische Analyse. Mohr Siebeck, 2000.
- gemeinsam mit Wulff Plinke: Industrielle Kostenrechnung eine Einführung. Springer-Verlag, 2006.
- gemeinsam mit Albrecht Söllner, B. Peter Utzig: Relationship-Marketing Standortbestimmung und Perspektiven. Springer-Verlag, 2011.
- gemeinsam u. a. mit Wulff Plinke, Dieter Spath, Walter Frenz: Das Ingenieurwissen: Ökonomisch-rechtliche Grundlagen. Springer-Verlag, 2014.